# Liguria (albedo)
Liguria  è una caratteristica di albedo della superficie di Mercurio.